# Fernanda Urrea
Fernanda Irene Urrea Cifuentes (n. Santiago, 15 de octubre de 1988) es una ex-seleccionada de hockey patines chilena, y hermana de la también hockista y seleccionada Roberta Urrea. Fue campeona por la selección de Chile, al obtener el Campeonato Mundial de Hockey Patines de 2006, así como en la Copa América de 2007, y el Campeonato Panamericano de 2011, jugando en la posición de delantera.
Actualmente está retirada del hockey patín, pues ejerce su carrera profesional de médico, titulada de la Universidad de Santiago de Chile, quien le otorgó una beca de estudio como reconocimiento por el campeonato mundial logrado en el año 2006.

## Palmarés

### Torneos nacionales
| Título                    | Club                 | País  | Año  |
| ------------------------- | -------------------- | ----- | ---- |
| Liga Nacional de Apertura | Universidad de Chile | Chile | 2006 |
| Liga Nacional de Clausura | Universidad de Chile | Chile | 2006 |

### Torneos internacionales
| Título                         | Club               | País  | Año  |
| ------------------------------ | ------------------ | ----- | ---- |
| Mundial de Hockey Patines      | Selección de Chile | Chile | 2006 |
| Copa América de Hockey Patines | Selección de Chile | Chile | 2007 |
| Panamericano de Hockey Patines | Selección de Chile | Chile | 2011 |